# 鏡湖区
鏡湖区（きょうこ-く）は、中華人民共和国安徽省蕪湖市に位置する市轄区。

## 行政区画
- 街道:方村街道、張家山街道、赭麓街道、范羅山街道、赭山街道、弋磯山街道、汀棠街道、天門山街道、大礱坊街道、荊山街道